# (611) Valeria
(611) Valeria ist ein Asteroid des Hauptgürtels, der am 24. September 1906 vom US-amerikanischen Astronomen Joel H. Metcalf in Taunton entdeckt wurde.
Die Herkunft des Namens ist nicht bekannt.

## Trivia
Der Name des Asteroiden wurde 1945 verwendet für die Taufe des US-amerikanischen Angriffsfrachtschiffs (Attack Cargo Ship) der Artemis-Klasse USS Valeria (AKA-48).